# Nerovnosti mezi průměry
Nerovnosti mezi průměry v matematice vyjadřují nejčastěji vztah mezi kvadratickým, aritmetickým, geometrickým a harmonickým průměrem.
Existuje mnoho průměrů, ze známějších např. zobecněný mocninný (např. odmocninový, kubický), Heronův, aritmeticko-geometrický, logaritmický, harmonicko-kvadratický, kontraharmonický – které lze do nerovností zapsat. Jejich běžné užití je však (kromě Heronova průměru) spíše sporadické.

## Vzorec
Označíme-li dané kladné čísla postupně kvadratický průměr jako {\displaystyle K}, aritmetický průměr {\displaystyle A}, geometrický průměr {\displaystyle G} a harmonický průměr {\displaystyle H}, pak platí:
{\displaystyle K\geq A\geq G\geq H}
Rovnost navíc nastává právě tehdy, když jsou všechna průměrovaná čísla stejná.
Například pro čísla 1 a 9 je
{\displaystyle K={\sqrt {\frac {1^{2}+9^{2}}{2}}}{\dot {=}}6,4\geq A=5\geq G={\sqrt {9}}=3\geq H={\frac {1}{\frac {1+1/9}{2}}}=1,8}
Nejdůležitější z těchto nerovností je nerovnost aritmetického a geometrického průměru, nazývaná též AG nerovnost.